# Prosoplus tristiculus
Prosoplus tristiculus là một loài bọ cánh cứng trong họ Cerambycidae.